# ماريو ليون دورادو
ماريو ليون دورادو (بالإسبانية: Mario León Dorado)‏ هو كاهن كاثوليكي إسباني، ولد في 16 مارس 1974 في مدريد في إسبانيا.